# Kardynałowie z nominacji Aleksandra VI
Papież Aleksander VI (1492–1503) mianował 43 nowych kardynałów

## Konsystorz 31 sierpnia 1492
1. Juan de Borja, papieski bratanek, arcybiskup Monreale – kardynał prezbiter S. Susanna, zm. 1 sierpnia 1503

## Konsystorz 20 września 1493
Kościoły tytularne nadane 23 września 1493.
1. Jean Bilhères de Lagraulas OSB, biskup Lombès, ambasador króla Francji – kardynał prezbiter S. Sabina, zm. 6 sierpnia 1499
2. Giovanni Antonio Sangiorgio, biskup Alessandrii – kardynał prezbiter Ss. Nereo ed Achilleo, następnie kardynał biskup Tusculum (22 grudnia 1503), kardynał biskup Albano (9 września 1507), kardynał biskup Palestriny (17 września 1507), kardynał biskup Sabiny (22 września 1508), zm. 14 marca 1509
3. Bernardino Lopez de Carvajal, biskup Cartageny – kardynał prezbiter Ss. Marcelino e Pietro, następnie kardynał prezbiter S. Croce in Gerusalmme (2 lutego 1495), kardynał biskup Tusculum (9 września 1507), kardynał biskup Palestriny (22 września 1508), kardynał biskup Sabiny (28 marca 1509); ekskomunikowany i pozbawiony godności kardynalskiej 24 października 1511 za bunt przeciwko papieżowi Juliuszowi II; od 27 czerwca 1513 ponownie kardynał biskup Sabiny, następnie kardynał biskup Ostia e Velletri (24 lipca 1521), zm. 16 grudnia 1523
4. Cesare Borgia, syn papieża, arcybiskup elekt Walencji – kardynał diakon S. Maria Nuova; zrezygnował z godności kardynalskiej 18 sierpnia 1498, zm. 12 marca 1507
5. Giuliano Cesarini, protonotariusz apostolski – kardynał diakon Ss. Sergio e Bacco, następnie kardynał diakon S. Angelo (12 czerwca 1503), zm. 1 maja 1510
6. Domenico Grimani, protonotariusz apostolski – kardynał diakon S. Nicola inter Imagines, następnie kardynał prezbiter S. Nicola inter Imagines (28 marca 1498), kardynał prezbiter S. Marco (25 grudnia 1503), kardynał biskup Albano (22 września 1508), kardynał biskup Tusculum (3 czerwca 1509), kardynał biskup Porto e Santa Rufina (20 stycznia 1511), zm. 27 sierpnia 1523
7. Alessandro Farnese, protonotariusz apostolski – kardynał diakon Ss. Cosma e Damiano, następnie kardynał diakon S. Eustachio (ok. 11 października[1] 1503), kardynał biskup Tusculum (15 czerwca 1519), kardynał biskup Palestriny (9 grudnia 1523), kardynał biskup Sabiny (18 grudnia 1523), kardynał biskup Porto e Santa Rufina (20 maja 1524), kardynał biskup Ostia e Velletri (15 czerwca 1524), od 13 października 1534 papież Paweł III, zm. 10 listopada 1549
8. Bernardino Lunati, protonotariusz apostolski – kardynał diakon S. Ciriaco e Ss. Quirico e Giulitta, zm. 8 sierpnia 1497
9. Raymond Pérault, biskup Gurk – kardynał prezbiter S. Maria in Cosmedin, następnie kardynał prezbiter S. Vitale (1494), kardynał prezbiter S. Maria Nuova (29 kwietnia 1499), zm. 5 września 1505
10. John Morton, arcybiskup Canterbury – kardynał prezbiter S. Anastasia, zm. 15 września 1500
11. Fryderyk Jagiellończyk, brat króla Polski Jana Olbrachta, administrator i biskup elekt Krakowa – kardynał prezbiter S. Lucia in Septisolio, zm. 14 marca 1503
12. Ippolito d’Este, administrator archidiecezji Ostrzyhomia – kardynał diakon S. Lucia in Silice, zm. 3 września 1520

## Konsystorz w 1494
1. Luigi d’Aragona, protonotariusz apostolski – kardynał diakon S. Maria in Cosmedin, zm. 21 stycznia 1519

## Konsystorz 16 stycznia 1495
1. Guillaume Briçonnet, biskup St.-Malo – kardynał prezbiter S. Pudenziana, kardynał biskup Albano (17 września 1507), kardynał biskup Tusculum (22 września 1508), kardynał biskup Palestriny (3 czerwca 1509); pozbawiony godności kardynalskiej i ekskomunikowany 24 października 1511 za bunt przeciw papieżowi Juliuszowi II; 7 kwietnia 1514 zrehabilitowany jako kardynał prezbiter S. Pudenziana[2], zm. 14 grudnia 1514

## Konsystorz 21 stycznia  1495
1. Philippe de Luxembourg, biskup Le Mans – kardynał prezbiter Ss. Marcellino e Pietro (tytuł nadany 2 lutego 1495), następnie kardynał biskup Albano (3 czerwca 1509), kardynał biskup Tusculum (20 stycznia 1511), zm. 2 czerwca 1519

## Konsystorz 19 lutego 1496
Kościoły tytularne nadane 24 lutego 1496.
1. Juan López, biskup Perugii – kardynał prezbiter S. Maria in Trastevere, zm. 5 sierpnia 1501
2. Bartolomé Martí, biskup Segorbe – kardynał prezbiter S. Agata in Suburra, zm. 25 marca 1500
3. Juan de Castro, biskup Agrigento  – kardynał prezbiter S. Prisca, zm. 29 września 1506
4. Juan de Borja, krewny papieża, biskup elekt Melfi – kardynał diakon S. Maria in Via Lata, zm. 17 stycznia 1500

## Konsystorz 17 września  1498
1. Georges d’Amboise, arcybiskup Rouen – kardynał prezbiter S. Sisto, zm. 25 maja 1510

## Konsystorz 28 września 1500
1. Diego Hurtado de Mendoza y Quiñones, arcybiskup Sewilli – kardynał prezbiter S. Sabina (tytuł nadany 5 października 1500), zm. 14 października 1502
2. Jaime Serra i Cau, arcybiskup Oristano – kardynał prezbiter S. Vitale (tytuł nadany 5 października 1500), następnie kardynał prezbiter S. Clemente (1501), kardynał biskup Albano (20 stycznia 1511), zm. 15 marca 1517
3. Pietro Isvalies, arcybiskup Reggio di Calabria – kardynał prezbiter S. Ciriaco e Ss. Quirico e Giulitta (tytuł nadany 5 października 1500), następnie kardynał prezbiter S. Pudenziana (18 sierpnia 1507), zm. 22 września 1511
4. Francisco de Borja, krewny papieża, arcybiskup Cosenzy – kardynał prezbiter S. Cecilia (tytuł nadany 5 października 1500), następnie kardynał prezbiter Ss. Nereo ed Achilleo (11 sierpnia 1506), ekskomunikowany i pozbawiony godności kardynalskiej 24 października 1511, zm. 4 listopada 1511
5. Juan de Vera, arcybiskup Salerno – kardynał prezbiter S. Balbina (tytuł nadany 5 października 1500), zm. 4 maja 1507
6. Ludovico Podocathor, biskup Capacio – kardynał prezbiter S. Agata in Suburra (tytuł nadany 5 października 1500), zm. 25 sierpnia 1504
7. Antonio Trivulzio, biskup Como – kardynał prezbiter S. Anastasia (tytuł nadany w listopadzie 1500[3]), następnie kardynał prezbiter S. Stefano in Monte Celio (czerwiec 1504)[4], zm. 18 marca 1508
8. Giovanni Battista Ferrari, biskup Modeny, datariusz papieski – kardynał prezbiter S. Crisogono (tytuł nadany 5 października 1500), zm. 20 lipca 1502
9. Tamás Bakócz, arcybiskup Ostrzyhomia, kanclerz Węgier – kardynał prezbiter Ss. Silvestro e Martino (tytuł nadany w listopadzie 1500[5]), zm. 11 czerwca 1521
10. Amanieu d’Albret, protonotariusz apostolski – kardynał diakon S. Nicola in Carcere (tytuł nadany 5 października 1500), zm. 20 grudnia 1520
11. Marco Cornaro, protonotariusz apostolski – kardynał diakon S. Maria in Portico (tytuł nadany prawdopodobnie w 1501[6]), następnie kardynał diakon S. Maria in Via Lata (19 marca 1513), kardynał prezbiter S. Marco (14 grudnia 1523), kardynał biskup Albano (20 maja 1524), kardynał biskup Palestriny (15 czerwca 1524), zm. 24 lipca 1524
12. Pedro Luis de Borja OSIoHieros, krewny papieża, arcybiskup elekt Walencji – kardynał diakon S. Maria in Via Lata (tytuł nadany 5 października 1500), następnie kardynał prezbiter S. Marcello (7 grudnia 1503), zm. 4 października 1511

### Sekretna nominacja opublikowana 28 czerwca 1502
1. Gianstefano Ferrero, biskup Vercelli – kardynał prezbiter S. Vitale (tytuł nadany 28 czerwca 1502), następnie kardynał prezbiter Ss. Sergio e Bacco (17 grudnia 1505), zm. 5 października 1510

## Konsystorz 31 maja 1503
1. Juan Castellar y de Borja, arcybiskup Trani, krewny papieża – kardynał prezbiter S. Maria in Trastevere (tytuł nadany 12 czerwca 1503), zm. 1 stycznia 1505
2. Francisco de Remolins, arcybiskup Sorrento – kardynał prezbiter Ss. Giovanni e Paolo (tytuł nadany 12 czerwca 1503), następnie kardynał biskup Albano (16 marca 1517), zm. 5 lutego 1518
3. Francesco Soderini, biskup Volterry – kardynał prezbiter S. Susanna (tytuł nadany w sierpniu 1503[7]), następnie kardynał prezbiter Ss. XII Apostoli (15 września 1508), kardynał biskup Sabiny (29 października 1511), kardynał biskup Tivoli (27 czerwca 1513), kardynał biskup Palestriny (18 lipca 1516), kardynał biskup Porto e Santa Rufina (9 grudnia 1523), kardynał biskup Ostia e Velletri (18 grudnia 1523), zm. 17 maja 1524
4. Melchior von Meckau, biskup Brixen – kardynał prezbiter S. Nicola inter Imagines (tytuł nadany 25 grudnia 1503)[8], zm. 3 marca 1509
5. Niccolò Fieschi, biskup elekt Fréjus – kardynał prezbiter S. Lucia in Septisolio (tytuł nadany 12 czerwca 1503), następnie kardynał prezbiter S. Prisca (5 października 1506), kardynał biskup Albano (5 lutego 1518), kardynał biskup Sabiny (24 lipca 1521), kardynał biskup Porto e Santa Rufina (18 grudnia 1523), kardynał biskup Ostia e Velletri (20 maja 1524), zm. 15 czerwca 1524
6. Francisco Desprats, biskup Leonu – kardynał prezbiter Ss. Sergio e Bacco (tytuł nadany 12 czerwca 1503), zm. 10 września 1504
7. Adriano Castello, biskup Hereford – kardynał prezbiter S. Crisogono (tytuł nadany 12 czerwca 1503), ekskomunikowany i pozbawiony godności kardynalskiej 5 lipca 1518, zm. w grudniu 1521
8. Jaime de Casanova, szambelan papieski – kardynał prezbiter S. Stefano in Monte Celio (tytuł nadany 12 czerwca 1503), zm. 4 czerwca 1504
9. Francisco Lloris y de Borja, biskup Elne, krewny papieża – kardynał diakon S. Sabina (tytuł nadany 12 czerwca 1503), następnie kardynał diakon S. Maria Nuova (17 grudnia 1505), zm. 22 lipca 1506